# Nonea
Genre
Nonea (en français, les nonées) est un genre de plantes herbacées vivaces ou annuelles appartenant à la famille des Boraginaceae. Leurs feuilles sont vert-de-gris et velues.

## Distribution
Les nonées sont présentes en Europe centrale et en Europe de l'Est, jusqu'aux plaines de la Volga, ainsi qu'en Europe méditerranéenne (Italie) pour certaines espèces. On trouve d'autres espèces en Asie centrale.

## Espèces
Le genre nonée comprend vingt-cinq espèces parmi lesquelles :
- Nonea lutea (Desr.) DC. ;
- Nonea obtusifolia (Willd.) DC. ;
- Nonea pulla (L.) DC. ou nonée brune ;
- Nonea rosea (M.Bieb.) Link ou nonée rose ;
- Nonea ventricosa (Sibth et Sm.) Griseb. ;
- Nonea vesicaria (L.) Rchb.